# Ozarba hemisarca
Ozarba hemisarca là một loài bướm đêm trong họ Noctuidae.